# Pjatigorsk
Pjatigorsk (russisk: Пятигорск, tr. Pjatigorsk) er en by i Stavropol kraj i Rusland. Pjatigorsk ligger ved floden Podkumok, omkring 150 km sydøst for Stavropol. Byen har 143.428 (2024) indbyggere og okrugen 211.692 (2024). Siden 19. januar 2010 har Pjatigorsk været det administrative center i det Nordkaukasiske føderale distrikt i Rusland. Byen blev grundlagt i 1780  og har været kurby med mineralvandskilder siden 1803.

## Etymologi
Navnet Pjatigorsk betyder "fem bjerge" på russisk, og byen har sit navn fra de fem bjergtoppe i bjergkæden Besjtau, der også betyder "fem bjerge" på tyrkisk, i Kaukasus.

## Geografi
Pjatigorsk er beliggende i Stavropol højene (i Nordkaukasus); langs bredden af floden Podkumok, på de sydvestlige og sydlige skråninger af bjerget Masjuk omkring 500-600 moh.
Området er rigt på underjordiske mineralvandskilder, men har relativt dårlige ressourcer af overfladevand. Byen gennemstrømmes af floden Podkumok, med flere små bifloder, og floden Kuma. Floderne er lavvandede, og kan ikke fuldt ud sikre drikkevandforsyningen til området. På Kaukasus skråninger er bjerkløfterne med vandløb og vandfald i Skalistyj khrebet og Pastbisjtjnyj khrebet yndede udflugtsmål for turister. Regionen modtager yderligere vand fra Kuban gennem en speciel vandledning til proces vand og drikkevand.

### Klima
Pjatigorsk har tempereret fastlandsklima præget af milde vintre og varme somre. Den gennemsnitlige månedstemperatur i januar er -3,8 °C; i juli: 21,1 °C. Den gennemsnitlige årlige nedbør er 518 mm. Måneden med den største nedbør er juni, med den mindste - januar.

## Historie
De første mineralske kilder blev nævnt i historiske kilder af den arabiske opdagelsesrejsende Ibn Battuta fra 1300-tallet. Zar Peter den Store var den første der viste videnskabelig interesse for kilderne, imidlertid er de oplysninger hans ekspedition indsamlede siden er gået tabt. Interessen blev vakt igen i slutningen af 1700-tallet, da den første russiske bosættelse blev grundlagt - Konstantinogorskaja fæstningen, der blev bygget på Masjukbjerget i 1780.
De værdifulde kaukasiske mineralkilder medførte bygningen af en kurby i 1803, og de første undersøgelser af vandets medicinske egenskaber indledtes. Den 24. april underskrev Alexander I et dekret, der gjorde de mineralske kilder til statsejendom. Mange bosættelser blev oprettet ved kilderne. Den første bebyggelse var Gorjatsjevodsk (nu en del af Pjatigorsk) ved foden af Masjukbjerget, senere Kislovodsk, Jessentuki og Zjeleznovodsk.

### Befolkningsudvikling
| År   | Indbyggere |
| ---- | ---------- |
| 1897 | 18.440     |
| 1939 | 63.162     |
| 1959 | 69.617     |
| 1970 | 93.085     |
| 1979 | 109.901    |
| 1989 | 129.499    |
| 2002 | 140.559    |
| 2010 | 142.511    |
| 2017 | 145.836    |

Note: Data fra folketællinger

## Erhverv og økonomi
Virksomhederne i Pjatigorsk er primært koncentreret om udnyttelse af de mineralske kilder og kurbade. Der er også en fødevareindustri (et slagteri, et vintapperi, et mejeri og et bryggeri), tekstilindustri, en skofabrik og en tæppefabrik, maskinfremstilling og metalvarefabrik, en kemisk fabrik og en keramik fabrik, der har specialiseret sig i porcelæn og keramiske gaveartikler som samovarer, figurer, vaser og dekorative keramiske vægpaneler.